# آل راشد (وادي الدواسر)
آل راشد، هي قرية من فئة (ب) تقع في محافظة وادي الدواسر، والتابعة لمنطقة الرياض في السعودية. وتبعد آل راشد عن محافظة وادي الدواسر بمسافة تقارب () كم.